# UFC 208
UFC 208: Holm vs. de Randamie è stato un evento di arti marziali miste tenuto dalla Ultimate Fighting Championship l'11 febbraio 2017 al Barclays Center di Brooklyn, Stati Uniti.

## Risultati
|                                                      | Divisione         |                      |                 |                 | Metodo                                         | Round           | Tempo           | Premio          |
| Card Principale                                      | Card Principale   | Card Principale      | Card Principale | Card Principale | Card Principale                                | Card Principale | Card Principale | Card Principale |
| ---------------------------------------------------- | ----------------- | -------------------- | --------------- | --------------- | ---------------------------------------------- | --------------- | --------------- | --------------- |
| Sfida valida per il titolo di campionessa inaugurale | Pesi piuma (F)    | Germaine de Randamie | batte           | Holly Holm      | Decisione unanime (48-47, 48-47, 48-47)        | 5               | 5:00            |                 |
|                                                      | Pesi medi         | Anderson Silva       | batte           | Derek Brunson   | Decisione unanime (29-28, 29-28, 30-27)        | 3               | 5:00            |                 |
|                                                      | Pesi medi         | Ronaldo Souza        | batte           | Tim Boetsch     | Sottomissione (kimura)                         | 1               | 3:41            | POTN            |
|                                                      | Pesi mediomassimi | Glover Teixeira      | batte           | Jared Cannonier | Decisione unanime (30-26, 30-26, 30-26)        | 3               | 5:00            |                 |
|                                                      | Pesi leggeri      | Dustin Poirier       | batte           | Jim Miller      | Decisione di maggioranza (28-28, 30-27, 29-28) | 3               | 5:00            | FOTN            |
| Card Preliminare (Fox Sports 1)                      |                   |                      |                 |                 |                                                |                 |                 |                 |
|                                                      | Pesi welter       | Belal Muhammad       | batte           | Randy Brown     | Decisione unanime (30-27, 30-27, 29-28)        | 3               | 5:00            |                 |
|                                                      | Pesi mosca        | Wilson Reis          | batte           | Ulka Sasaki     | Decisione unanime (29-28, 29-28, 29-28)        | 3               | 5:00            |                 |
|                                                      | Pesi leggeri      | Islam Machačev       | batte           | Nik Lentz       | Decisione unanime (30-25, 30-25, 30-27)        | 3               | 5:00            |                 |
|                                                      | Pesi piuma        | Rick Glenn           | batte           | Phillipe Nover  | Decisione non unanime (27-30, 29-28, 29-28)    | 3               | 5:00            |                 |
| Card Preliminare (UFC Fight Pass)                    |                   |                      |                 |                 |                                                |                 |                 |                 |
|                                                      | Pesi Welter       | Ryan LaFlare         | batte           | Roan Carneiro   | Decisione unanime (30-26, 30-27, 29-28)        | 1               | 5:00            |                 |

## Premi
I lottatori premiati ricevettero un bonus di 50.000 dollari.
Legenda:
- FOTN: Fight of the Night (vengono premiati entrambi gli atleti per il miglior incontro dell'evento)
- POTN: Performance of the Night (viene premiato il vincitore per la migliore performance dell'evento)